# Gerben Karstens
Gerben Karstens (ur. 14 stycznia 1942 w Voorburgu, zm. 8 października 2022 w Dongen) – holenderski kolarz szosowy, złoty medalista olimpijski.

## Kariera
Największym sukcesem Karstensa było zdobycie złotego medalu i tytułu mistrza olimpijskiego podczas XVIII Letnich Igrzysk Olimpijskich w Tokio w 1964 roku. Złoto Gerben zdobył w wyścigu zespołowym wraz ze swoimi kolegami z zespołu Bartem Zoetem, Evertem Dolmanem oraz Janem Pieterse. W wyścigu indywidualnym rozegranym podczas tych samych igrzysk Gerben  uplasował się na 27. miejscu. Po zakończeniu igrzysk Gerben Karstens kontynuował swoją karierę kolarską wygrywając łącznie 21 etapów w tzw. „Wielkich Tourach”: 6 w Tour de France, 14 w Vuelta a España oraz jedno zwycięstwo w Giro d’Italia. Oprócz tych zwycięstw Gerben został mistrzem Holandii w kolarstwie szosowym w 1966 roku oraz zwyciężał m.in. w wyścigu Paryż-Tours oraz formule GP.

## Sukcesy
- Złoty medal na igrzyskach olimpijskich w Tokio 1964
- wygranie 2 etapu Tour de France 1965
- Mistrz Holandii w kolarstwie szosowym 1966
- wygranie 12, 15 oraz 17 etapu na Vuelta Espana 1966
- wygranie 3 oraz 9 etapu na Tour de France 1966
- wygranie 7, 10, 17 oraz etapu na Vuelta Espana 1967
- wygranie etapu 11 na Vuelta Espana 1971
- wygranie etapu 1 na Tour de France 1971
- wygranie etapu 2, 5, 7 oraz 12 na Vuelta Espana 1972
- wygranie etapu 5 na Giro d’Italia 1972
- wygranie 16 etapu na Vuelta Espana 1974
- noszenie żółtej koszulki lidera Tour de France przez dwa dni
- wygranie 18 oraz 22 etapu na Tour de France 1976
- wygranie 12 etapu na Vuelta Espana 1976